# Jirón Áncash
El jirón Áncash es una calle del Damero de Pizarro en el centro histórico de Lima, en la ciudad de Lima, capital del Perú. Se extiende desde el jirón Carabaya hacia el este, a lo largo de 18 cuadras, hasta terminar en el cruce de la avenida José de la Riva-Agüero, en el distrito de El Agustino. Su trazo lo continúa la avenida César Vallejo.

## Historia
La vía que hoy constituye el jirón Áncash fue tendida por el conquistador Francisco Pizarro, cuando fundó la ciudad de Lima, el 18 de enero de 1535. En el siglo XVI, se construyó la Iglesia de San Francisco. En ella, sucedería un hecho de repercusión contado por varios cronistas. Señalan que durante el sismo del año 1630, una imagen de la Virgen María volteó su rostro hacía el altar mayor de la iglesia justo en el momento que paró el movimiento. Los limeños, dentro de su catolicismo, interpretaron que la madre de Cristo volteó para ver al santísimo y aplacar la furia de su hijo que causaba el sismo. Ante este hecho, se construyó la Capilla del Milagro en el mismo sitio que ocupa ahora. Asimismo, en esa vía se fundó el Colegio Mayor de San Felipe y San Marcos que luego sería refundado en el Convictorio de San Carlos. En esa misma cuadra, también se encontraba el Colegio de San Ildefonso.
Durante los siglos XVII y XVIII se fundaron varios monasterios en esta vía. En 1808, afuera de la portada de Maravillas (donde esta calle terminaba), se construyó el Cementerio Presbítero Maestro, el primer cementerio general de Lima. En 1862, al adoptarse una nueva nomenclatura urbana, la vía fue bautizada como jirón Áncash, en honor al departamento de Áncash. En 1868, se derrumbaron las Murallas de Lima y con ellas desapareció la Portada de Maravillas. A finales del siglo XIX, se estableció la Estación de Desamparados como la principal estación ferroviaria del Ferrocarril Central que penetraba hacia los Andes hasta la ciudad de Huancayo.
En 1956, debido al colapso del Presbítero Maestro, se construyó el Cementerio del Ángel. Ello motivó que el sector del jirón Áncash donde se encuentran ambos cementerios sea llamado avenida Cementerio.

## Nombres antiguos de las cuadras del jirón Áncash
Desde la fundación de Lima y hasta 1861, las calles en Lima tenían un nombre por cada cuadra. Así, una misma vía estaba conformada en realidad por varias calles. Es por ello que, antes que la vía fuera llamada jirón Áncash, cada una de sus 13 cuadras tenía un nombre distinto.
- Cuadra 1: llamada Desamparados por la Capilla de los Desamparados.[3]
- Cuadra 2: llamada Rastro de San Francisco por ubicarse el primer matadero de animales y el primer rastro (lugar de venta de carne) desde la fundación de la ciudad hasta 1568, cuando por razones de sanidad se trasladó el matadero al barrio de San Lázaro mas no el rastro, que se mantuvo hasta fines del siglo XVIII.[4]

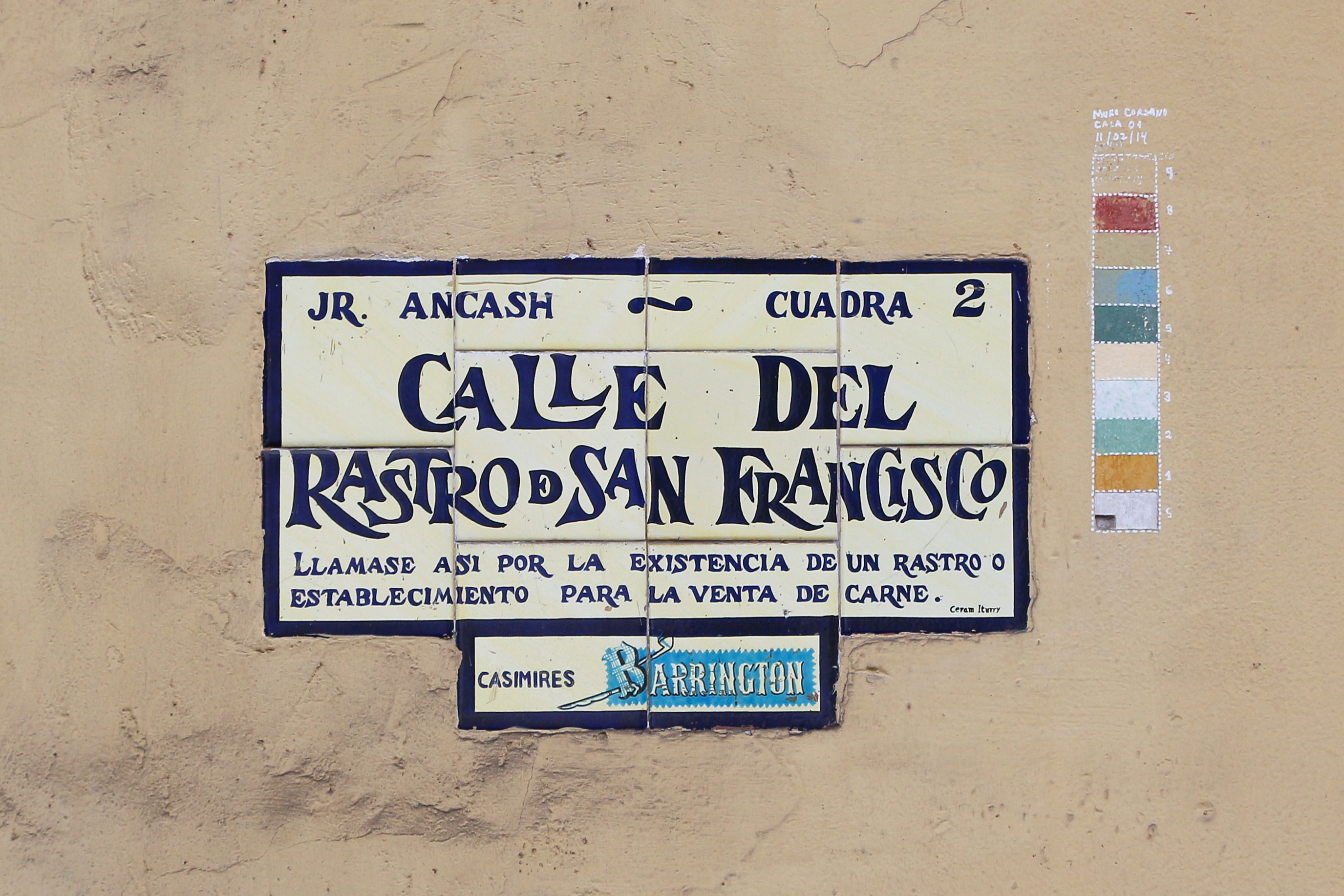
Placa en la cuadra 2 o del Rastro de San Francisco

- Cuadra 3: llamada San Francisco por estar ubicado ahí la Basílica y Convento de San Francisco. En ella, también se encuentra la Casa de Pilatos, antigua residencia de los marqueses de San Lorenzo del Vallehumbroso y del coronel Rufino Torrico.[5]
- Cuadra 4: llamada Milagro por la Capilla del Milagro erigida dentro de los terrenos del Convento de San Francisco, en el mismo sitio donde la tradición cuenta que una imagen de la Virgen María hizo el milagro de controlar el terremoto de 1630. En esta calle se encuentra la casa donde nació y murió Nicolás de Piérola.[6]
- Cuadra 5: llamada Cerca de San Francisco por el cerco que limitaba la huerta que formaba parte del Convento de San Francisco. En ella, también se encuentra la Casa de las Trece Monedas, antigua residencia de los condes de Fuente-Pelayo y actual sede del Museo Afroperuano.[7]
- Cuadra 6: llamada Colegio Real, porque ahí se ubicaba el local del Colegio Mayor de San Felipe y San Marcos, fundado en 1592. La edificación de este colegio la inició el virrey Francisco de Toledo y lo terminó García Hurtado de Mendoza. Luego de la expulsión de los Jesuitas, este colegio se fundió con el Convictorio de San Carlos.[8]
- Cuadra 7: llamada Trinitarias por ubicarse en ella el Monasterio de las Trinitarias, fundado en 1722.[9]
- Cuadra 8: llamada Buenamuerte por la capilla de Nuestra Señora de la Buena Muerte, que se edificó en esa calle en el siglo XVII.[10]
- Cuadra 9: llamada Santa Clara por ubicarse en ella el Monasterio de Santa Clara, fundado en 1606 y donde se encuentra enterrado el corazón de Santo Toribio de Mogrovejo.[11]
- Cuadra 10: llamada Mercedarias por ubicarse en ella el Monasterio de las Mercedarias fundado en 1732.[6]
- Cuadra 11: llamada San Salvador.[12]
- Cuadra 12: llamada Refugio.[13]

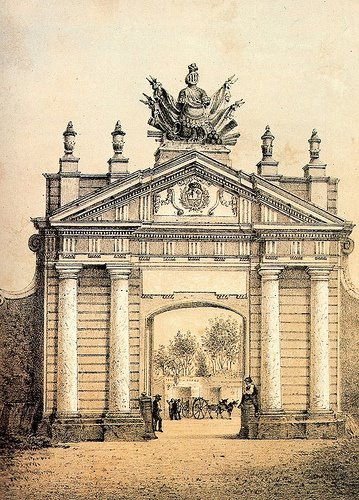
Portada de Maravillas de las Murallas de Lima.

- Cuadra 13: llamada Maravillas por la portada de Maravillas de la muralla de Lima que se encontraba al final de esta larga calle y que daba a los cementerios. El nombre de esa portada se debía a la Iglesia del Santo Cristo de las Maravillas, todavía existente. Esta larga calle contaba con tres secciones: Refugio (por el Hospicio o Refugio de Incurables fundado en 1669 y dirigido por los religiosos bethlemitas o barbones), San Salvador y Puerta Falsa del Cercado.[14]

## Recorrido
El jirón inicia su recorrido desde el Jirón de la Unión, en plena intersección con el Puente de Piedra. Sin embargo, la primera cuadra de este jirón tiene el tránsito restringido por cuanto en él se extiende la puerta posterior del Palacio de Gobierno que da justamente al jardín posterior y a la residencia del Presidente del Perú. En su segunda cuadra, se ubica la Estación de Desamparados, y que durante gran parte del siglo XX fue el principal terminal del Ferrocarril Central. En esa esquina, se encuentra la entrada a la residencia presidencial y el Bar Cordano, un antiguo bar limeño donde concurren personajes de la política local.
En la segunda cuadra, esquina con el jirón Lampa se encuentra un conocido solar reconstruido por la Municipalidad Metropolitana de Lima, conocido como la Casa de las 13 puertas. Frente a ese solar y en las dos cuadras siguientes se extiende la Basílica y Convento de San Francisco, uno de los más concurridos puntos turísticos de la ciudad. Frente a la Capilla del Milagro (ubicada al sur de la Iglesia de San Francisco y anexa a ésta) en la esquina con el jirón Azángaro se encuentra el local del Tribunal Constitucional del Perú.
Luego del cruce con la avenida Abancay, el jirón ingresa a los Barrios Altos. En la cuadra 6 se encuentra el local colonial donde estuviera el Hospital de San Pedro y que actualmente acoge a la Escuela Nacional Superior Autónoma de Bellas Artes del Perú. En la cuadra 7, esquina con el Jr. Paruro se halla la Iglesia de Trinitarias, y unos pasos más allá,la plazoleta y la Iglesia de la Buena Muerte (cda. 8). Siguiendo una cuadra más se encuentra la Iglesia de Santa Clara, que fuera demolida casi totalmente para alinear los tramos de la vía. Al final de la cuadra que viene se puede ver la Iglesia de Mercedarias, que fuera remodelada en un estilo neogótico. En su cuadra 12 se encuentra el Instituto Nacional de Ciencias Neurológicas (antes Hospital Mogrovejo), hospital especializado en neurociencias. En su cuadra 14 se levanta la Iglesia del Santo Cristo de las Maravillas donde antiguamente se ubicaba también la Portada de las Maravillas. Esta zona es conocida como Santo Cristo o Huerta Perdida y es una conocida zona de alta peligrosidad en la ciudad. Esta iglesia se ubica justo en el límite entre los distritos de Lima y El Agustino.
A partir de la cuadra 15 se ubican los cementerios Presbítero Maestro y El Ángel. En este tramo el jirón toma el nombre de avenida Cementerio y retoma su nombre donde terminan estos camposantos. En esta zona se ubican varios asentamientos humanos como el de Anzieta Alta. La vía termina pocos metros más adelante en el cruce de la avenida José de la Riva Agüero y su trazo es continuado por la avenida César Vallejo, que a su vez termina en la vía de evitamiento.

## Galería

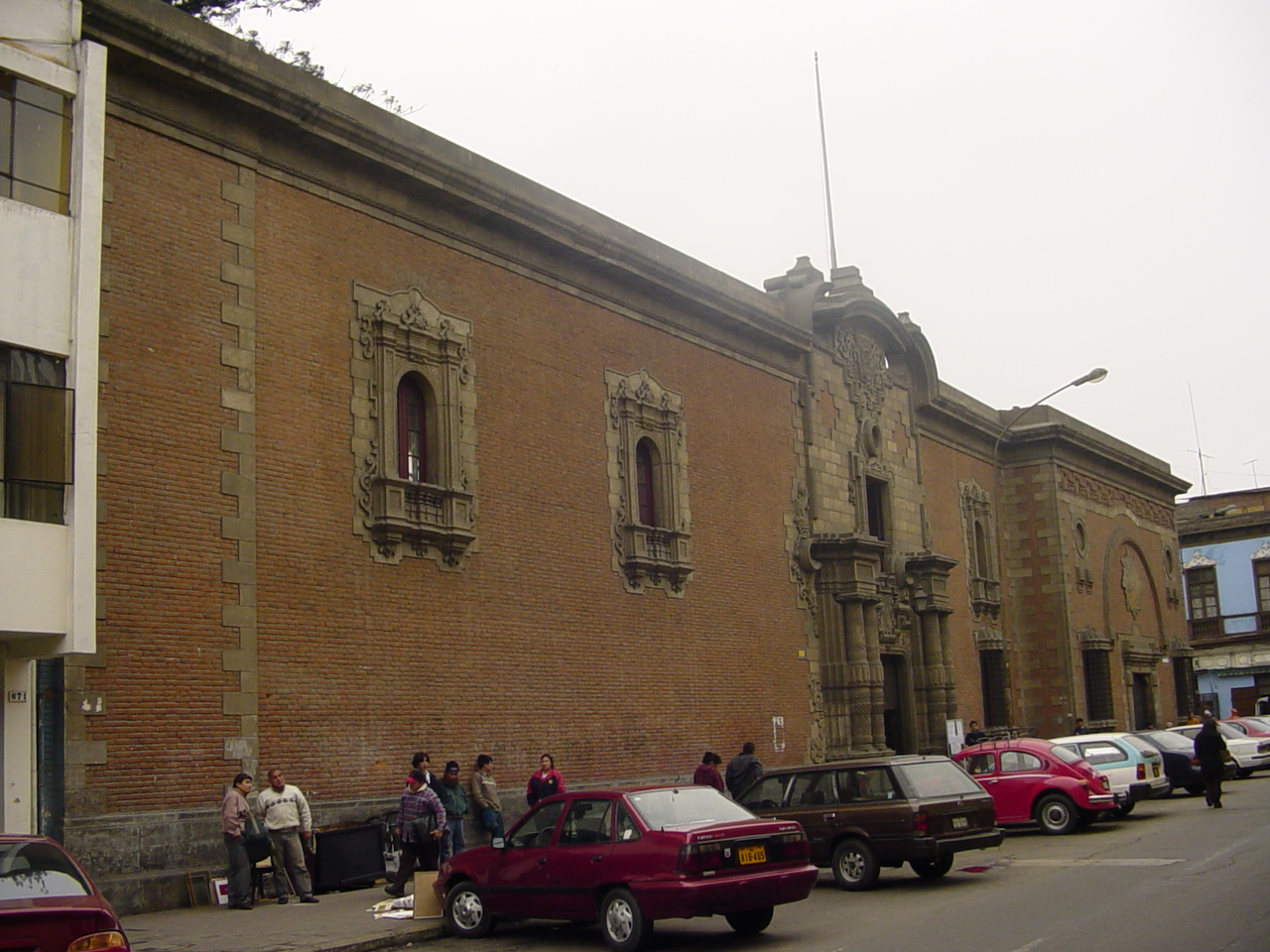
Escuela Nacional de Bellas Artes
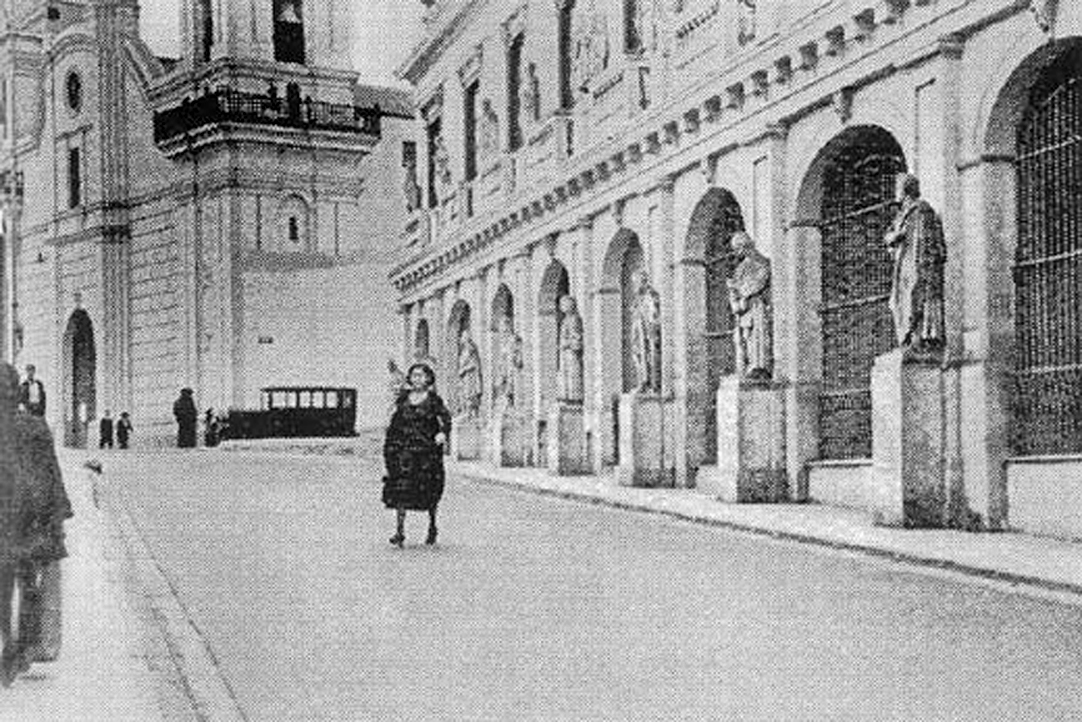
La iglesia de Santa Clara a principios del siglo XX
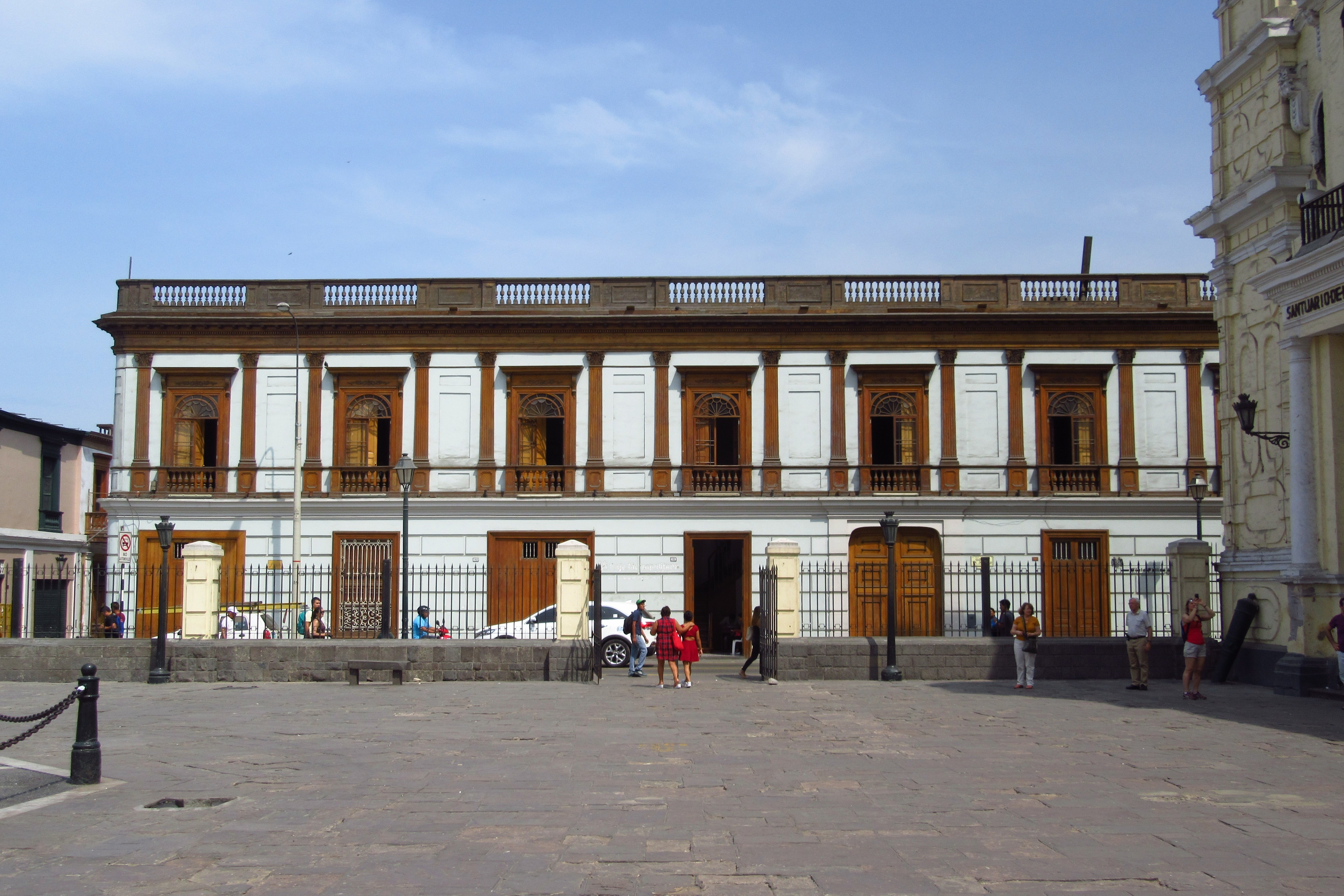
Casa de las Trece Puertas
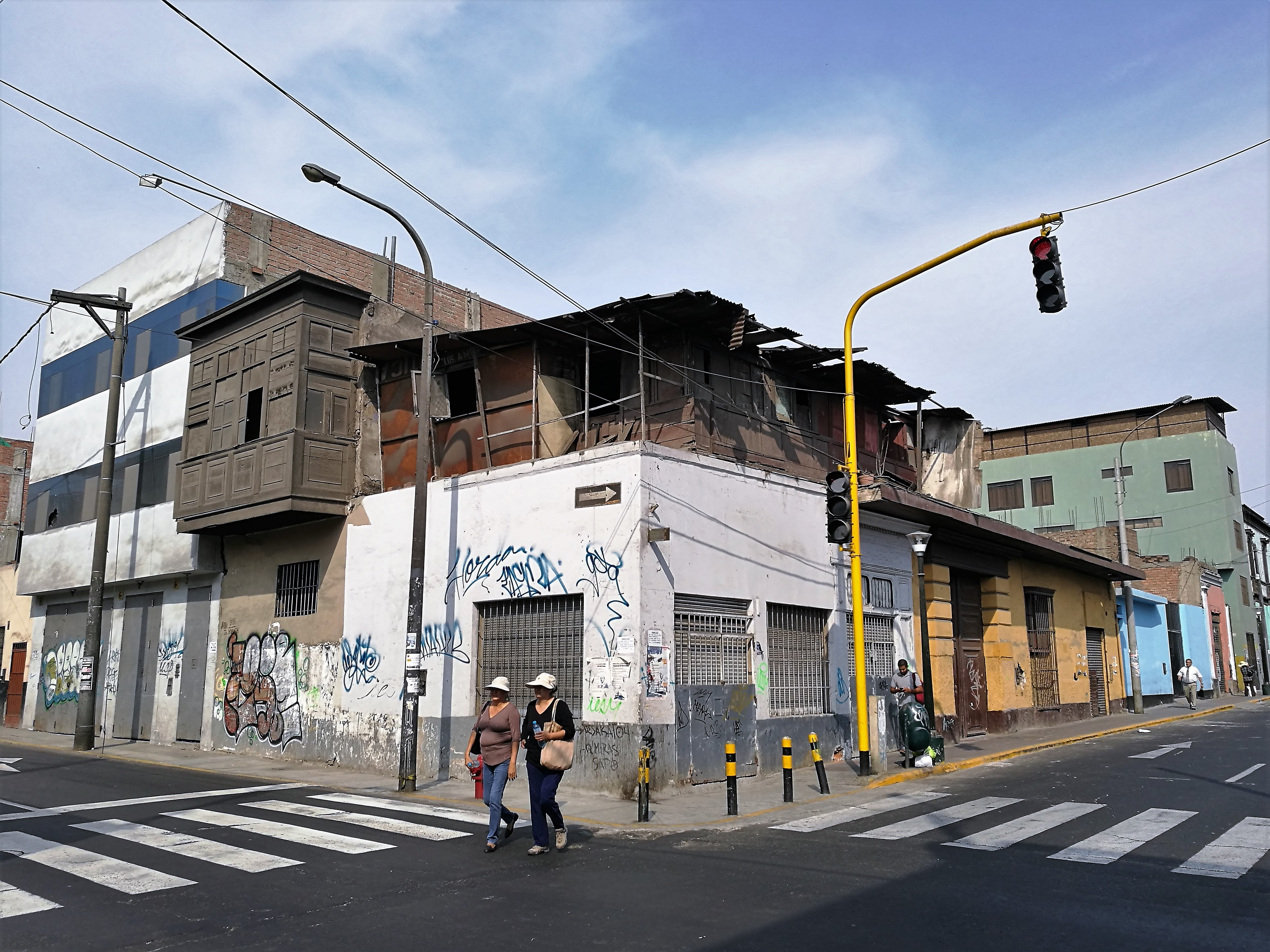
Esquina con el jirón Huanta
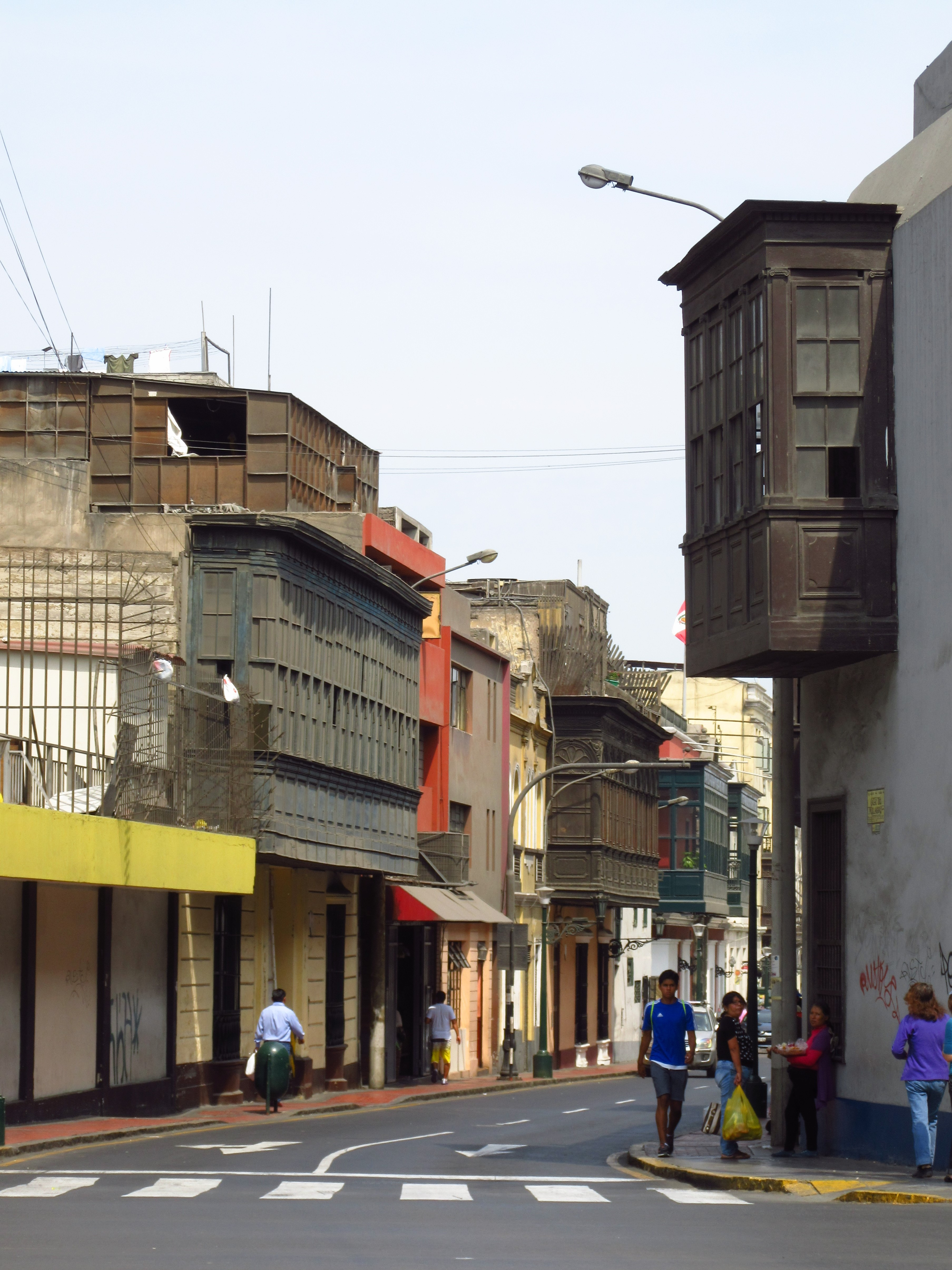
Desde la avenida Abancay
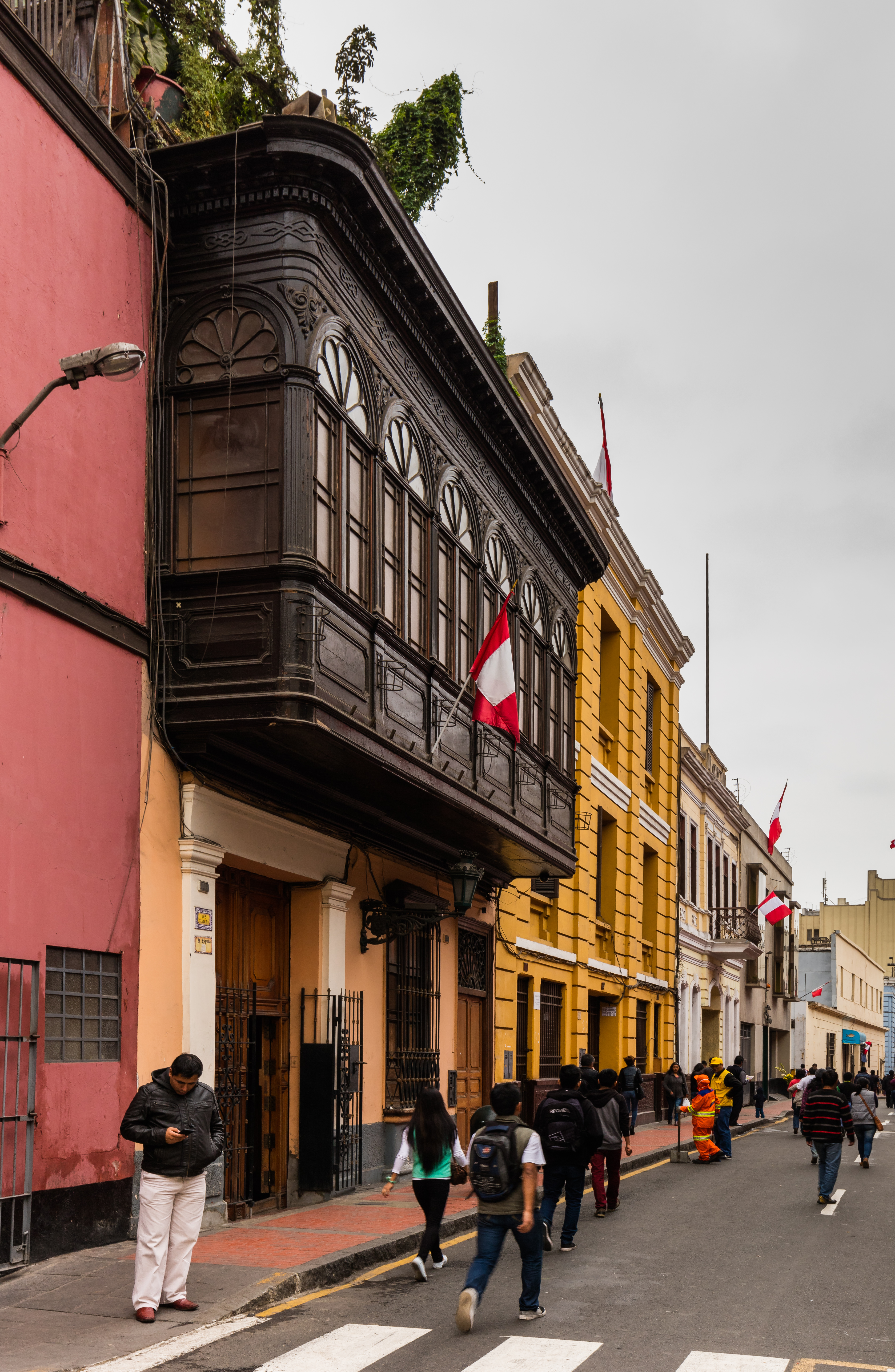
Fachada
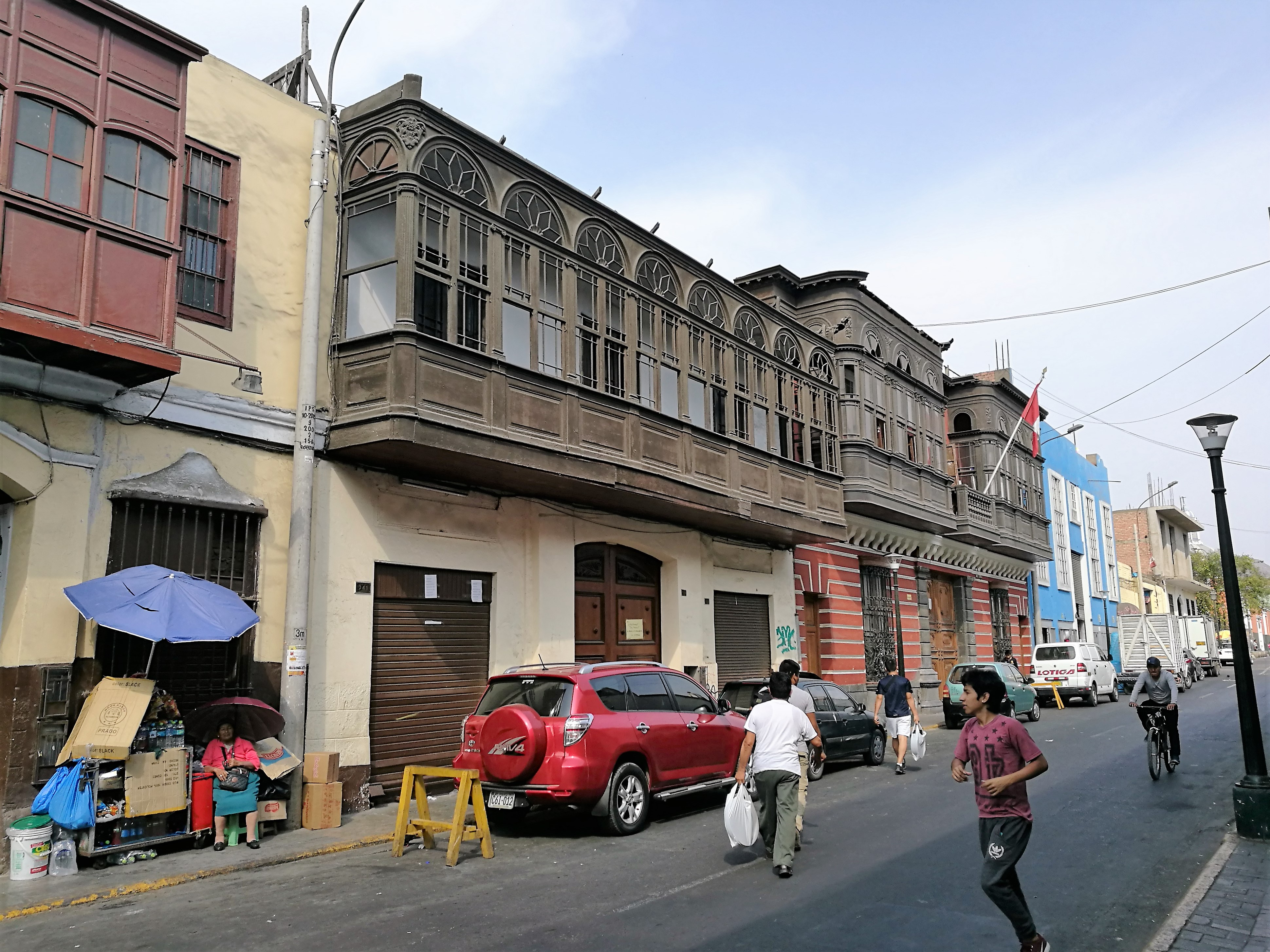
Edificio en Barrios Altos
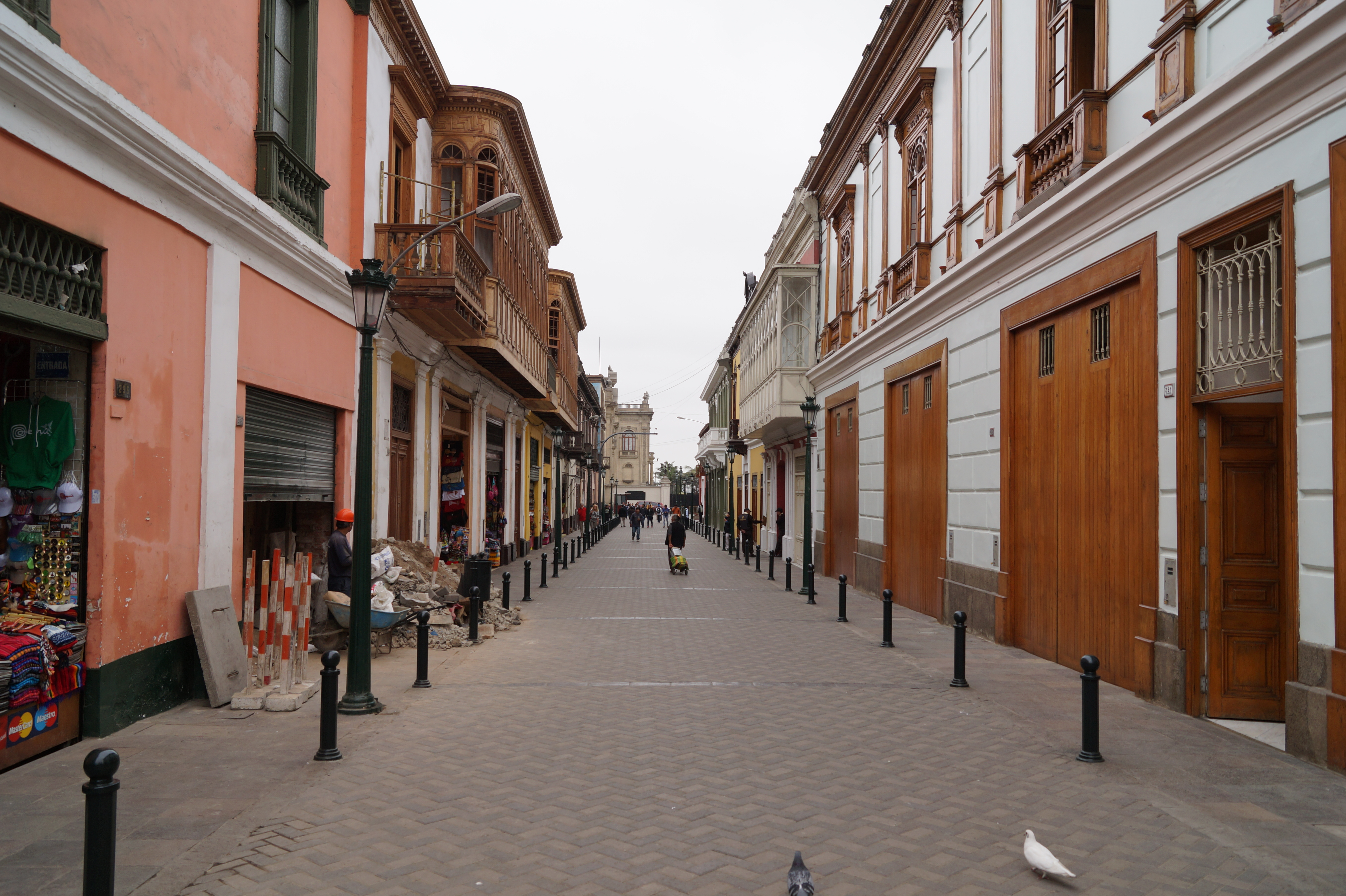
Tramo peatonal
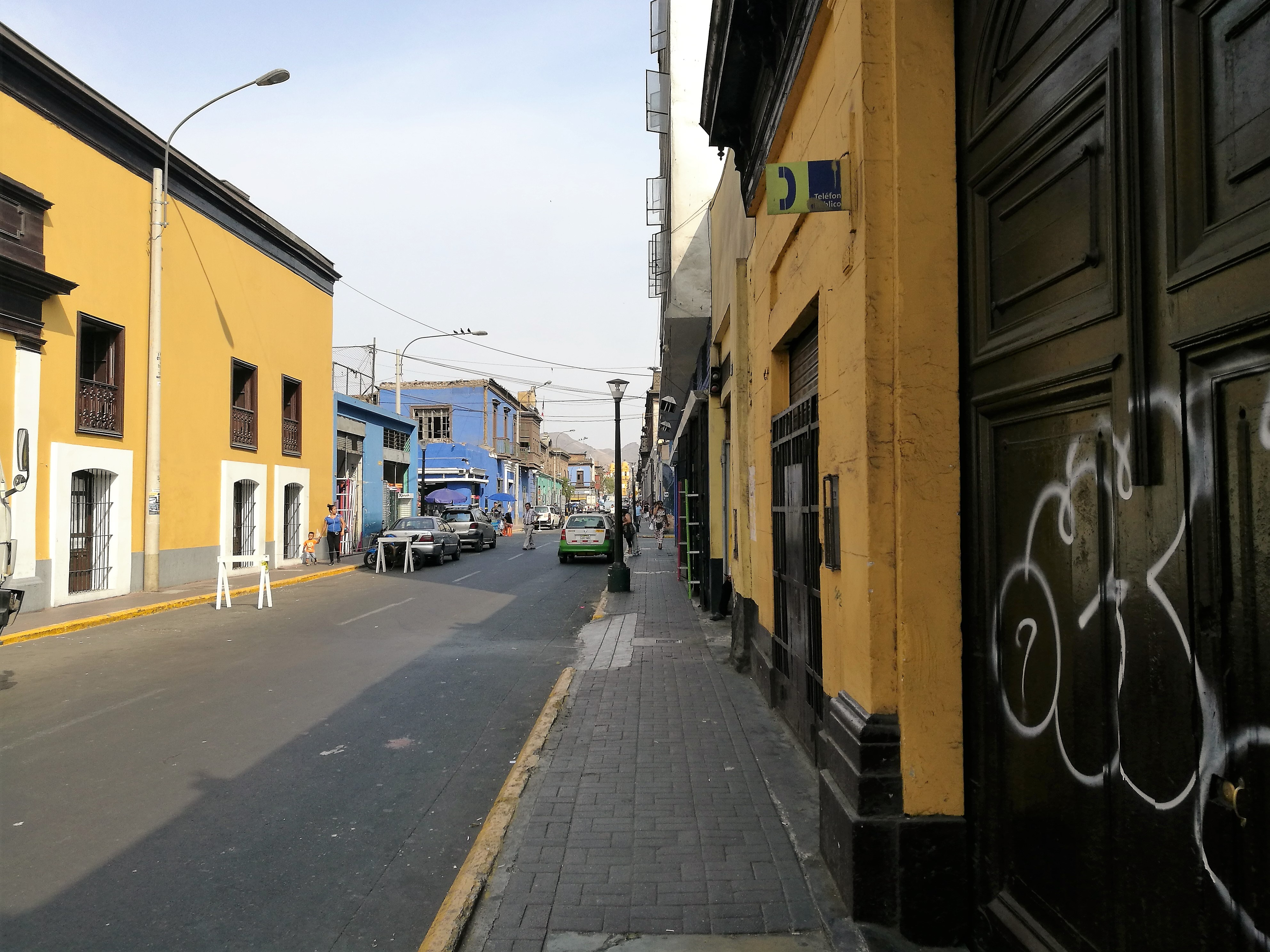
El jirón en Barrios Altos